# Eduard Sobol'
Eduard Oleksandrovyč Sobol' (in ucraino Едуард Олександрович Соболь?; Vil'njans'k, 20 aprile 1995) è un calciatore ucraino, difensore dello Strasburgo.

## Carriera

### Club
Cresciuto nelle giovanili del Metalurh Zaporižžja, nel 2011 viene promosso in prima squadra, ottenendo la promozione alla massima serie ucraina. 
Nel febbraio del 2013 viene acquistato dallo Šachtar firmando un contratto triennale.
Il 23 gennaio 2023 viene acquistato dallo Strasburgo.

### Nazionale
Gareggia con la rappresentativa Under-20 dell'Ucraina in una partita amichevole.

## Statistiche

### Presenze e reti nei club
Statistiche aggiornate al 10 novembre 2024.
| Stagione                   | Squadra                    | Campionato                 | Campionato | Campionato | Coppe nazionali | Coppe nazionali | Coppe nazionali | Coppe continentali | Coppe continentali | Coppe continentali | Altre coppe | Altre coppe | Altre coppe | Totale | Totale |
| Stagione                   | Squadra                    | Comp                       | Pres       | Reti       | Comp            | Pres            | Reti            | Comp               | Pres               | Reti               | Comp        | Pres        | Reti        | Pres   | Reti   |
| -------------------------- | -------------------------- | -------------------------- | ---------- | ---------- | --------------- | --------------- | --------------- | ------------------ | ------------------ | ------------------ | ----------- | ----------- | ----------- | ------ | ------ |
| 2011-2012                  | Metalurh Zaporižžja        | 1L                         | 14         | 2          | KU              | 0               | 0               | -                  | -                  | -                  | -           | -           | -           | 14     | 2      |
| 2012-feb. 2013             | Metalurh Zaporižžja        | PL                         | 9          | 0          | KU              | -               | -               | -                  | -                  | -                  | -           | -           | -           | 9      | 0      |
| Totale Metalurh Zaporižžja | Totale Metalurh Zaporižžja | Totale Metalurh Zaporižžja | 23         | 2          |                 | 0               | 0               |                    | -                  | -                  |             | -           | -           | 23     | 2      |
| feb.-giu. 2013             | Šachtar                    | PL                         | 5          | 0          | KU              | 1               | 0               | -                  | -                  | -                  | -           | -           | -           | 6      | 0      |
| 2013-2014                  | Šachtar                    | PL                         | 9          | 0          | KU              | 1               | 0               | UCL                | -                  | -                  | SU          | -           | -           | 10     | 0      |
| Totale Shakhtar Donetsk    | Totale Shakhtar Donetsk    | Totale Shakhtar Donetsk    | 14         | 0          |                 | 2               | 0               |                    | -                  | -                  |             | -           | -           | 16     | 0      |
| 2014-2015                  | Metalurh Donec'k           | PL                         | 15         | 0          | KU              | -               | -               | -                  | -                  | -                  | -           | -           | -           | 15     | 0      |
| 2015-2016                  | Metalist                   | PL                         | 21         | 0          | KU              | -               | -               | -                  | -                  | -                  | -           | -           | -           | 21     | 0      |
| 2016-2017                  | Zorja                      | PL                         | 21         | 1          | KU              | 1               | 0               | UEL                | 5                  | 0                  | -           | -           | -           | 27     | 1      |
| 2017-2018                  | Slavia Praga               | 1L                         | 20         | 1          | CRC             | 2               | 0               | UEL                | 6                  | 0                  | -           | -           | -           | 28     | 1      |
| 2018-2019                  | Jablonec                   | 1L                         | 16+5       | 1          | CC              | 2               | 0               | UEL                | 4                  | 0                  | -           | -           | -           | 27     | 1      |
| 2019-2020                  | Club Bruges                | D1                         | 26         | 0          | CB              | 5               | 0               | UCL+UEL            | 6+0                | 0+0                | -           | -           | -           | 37     | 0      |
| 2020-2021                  | Club Bruges                | D1                         | 25+5       | 2          | CB              | 1               | 0               | UCL+UEL            | 5+1                | 0+0                | -           | -           | -           | 37     | 2      |
| 2021-2022                  | Club Bruges                | D1                         | 23+5       | 1          | CB              | 4               | 0               | UCL                | 4                  | 0                  | -           | -           | -           | 36     | 1      |
| 2022-gen. 2023             | Club Bruges                | D1                         | 9          | 1          | CB              | 1               | 0               | UCL                | 4                  | 0                  | SB          | -           | -           | 14     | 1      |
| Totale Club Bruges         | Totale Club Bruges         | Totale Club Bruges         | 83+10      | 4          |                 | 11              | 0               |                    | 20                 | 0                  |             | -           | -           | 124    | 4      |
| gen.-giu. 2023             | Strasburgo                 | L1                         | 15         | 0          | CF              | -               | -               | -                  | -                  | -                  | -           | -           | -           | 15     | 0      |
| 2023-gen. 2024             | Strasburgo                 | L1                         | 3          | 0          | CF              | 1               | 0               | -                  | -                  | -                  | -           | -           | -           | 4      | 0      |
| gen.-giu. 2024             | Genk                       | D1                         | 7+6        | 0          | CB              | -               | -               | UCL+UEL+UECL       | -                  | -                  | -           | -           | -           | 13     | 0      |
| 2024-2025                  | Strasburgo 2               | N3                         | 1          | 0          | -               | -               | -               | -                  | -                  | -                  | -           | -           | -           | 1      | 0      |
| 2024-2025                  | Strasburgo                 | L1                         | 1          | 0          | CF              | -               | -               | -                  | -                  | -                  | -           | -           | -           | 1      | 0      |
| Totale Strasburgo          | Totale Strasburgo          | Totale Strasburgo          | 19         | 0          |                 | 1               | 0               |                    | -                  | -                  |             | -           | -           | 20     | 0      |
| Totale carriera            | Totale carriera            | Totale carriera            | 261        | 9          |                 | 19              | 0               |                    | 35                 | 0                  |             | -           | -           | 315    | 9      |

## Palmarès

### Competizioni nazionali
- Campionato ucraino: 2

Šachtar: 2012-2013, 2013-2014
- Coppa d'Ucraina: 1

Šachtar: 2012-2013
- Supercoppa d'Ucraina:

Šachtar: 2013
- Coppa della Repubblica Ceca: 1

Slavia Praga: 2017-2018
- Campionato belga: 3

Bruges: 2019-2020, 2020-2021, 2021-2022
- Supercoppa del Belgio: 2

Club Bruges: 2021, 2022